# Dipropylzinn-Verbindungen
Dipropylzinn-Verbindungen (abgekürzt DPT nach englisch Dipropyltin) sind zinnorganische Verbindungen mit zwei Propylgruppen. Sie werden u. a. als Pflanzenschutzmitteln eingesetzt.

## Vertreter
- Dipropylstannan[S 1]
- Dipropylzinndichlorid[S 2]

## Externe Links zu erwähnten Verbindungen
1. ↑  Externe Identifikatoren von bzw. Datenbank-Links zu Dipropylstannan:  CAS-Nr.: 2406-60-2, ECHA-InfoCard: 100.291.400, PubChem: 99371, ChemSpider: 19974665, Wikidata: Q110936657.
2. ↑  Externe Identifikatoren von bzw. Datenbank-Links zu Dipropylzinndichlorid:  CAS-Nr.: 867-36-7, EG-Nr.: 696-456-9, ECHA-InfoCard: 100.225.824, PubChem: 93562, ChemSpider: 84462, Wikidata: Q27265926.